# Val d’Orger
Val d’Orger ist eine französische Gemeinde mit 990 Einwohnern (Stand 1. Januar 2022) im Département Eure in der Region Normandie. Sie gehört zum Kanton Romilly-sur-Andelle und zum Arrondissement Les Andelys.
Sie entstand mit Wirkung vom 1. Januar 2017 als Commune nouvelle durch die Zusammenlegung der bis dahin selbstständigen Gemeinden Grainville und Gaillardbois-Cressenville, die in der neuen Gemeinde den Status einer Commune déléguée besitzen. Der Verwaltungssitz befindet sich im Ort Grainville.

## Gliederung
| Ortsteil                     | ehemaliger INSEE-Code | Fläche (km²) | Einwohnerzahl zum 1. Januar 2022 |
| ---------------------------- | --------------------- | ------------ | -------------------------------- |
| Grainville (Verwaltungssitz) | 27294                 | 3,98         | 548                              |
| Gaillardbois-Cressenville    | 27274                 | 6,99         | 442                              |

## Geographie
Die Gemeinde liegt in der Landschaft des Vexin Normand, rund 20 Kilometer Luftlinie südöstlich des Stadtzentrum von Rouen.
Nachbargemeinden sind:
- Charleval im Norden,
- Ménesqueville und Touffreville im Osten,
- Écouis im Südosten,
- Bacqueville im Südwesten,
- Radepont im Westen und
- Fleury-sur-Andelle im Nordwesten.

Knapp nördlich der Gemeindegrenze verläuft das Tal des Flusses Andelle.

## Wirtschaft
Auf dem Gemeindegebiet gelten geschützte geographische Angaben (IGP) für Schweinefleisch (Porc de Normandie), Geflügel (Volailles de Normandie) und Cidre (Cidre de Normandie und Cidre normand).